# 墨西哥狼
墨西哥狼（Canis lupus baileyi）是狼的最為稀少及遺傳上較疏離的亞種，分佈在北美洲。

## 特徵
墨西哥狼是狼最細小的亞種，最長只有1.2-1.5米，最高0.8米。重約27-37公斤。

## 食性
墨西哥狼主要獵食野生的白尾鹿，也會吃麋鹿、家畜、叉角羚、兔、西貒及其他細小的哺乳動物。

## 社交
墨西哥狼通常是5-6隻一同生活，包括了父母及當年出生的幼狼。成年的狼只會為生育而交配。狼群之間很少接觸，各自擁有自己的領土。

## 保育狀況
墨西哥狼分佈在墨西哥中部至美國德克薩斯州西部、新墨西哥州南部及亞利桑那州中部的索诺兰沙漠及奇瓦瓦沙漠。但到了20世紀，由於獵物數量下降，引致墨西哥狼開始襲擊家畜，逼令政府清滅墨西哥狼。獵人及陷阱等亦殺害不少墨西哥狼。
於1950年代，墨西哥狼經已野外滅絕。於1976年，墨西哥狼成為瀕危物種。現今估計就只餘300隻飼養的墨西哥狼。
於1998年，美國開始將墨西哥狼重新引進亞利桑那州。於2006年的統計發現已有60隻墨西哥狼，分成幾群的在野外生活。

## 外部連結
- The Living Desert
- The California Wolf Center （页面存档备份，存于）
- Field Trip Earth